# Премія «Оскар» за найкращі титри
Кінопремія Оскар в номінації «Найкращі титри до німого фільму» була вручена єдиний раз на  церемонії 1929 року Джозефу Фарнему(нагорода не пов'язана з конкретним фільмом).
У цій же номінації був представлений фільм Олександра Корді за сценарієм Джеральда С. Даффі «Приватне життя Єлени Троянської» (The Private Life of Helen of Troy) і Джордж Маріон без зазначення конкретного фільму.
Кіноспільнота була обурена, так як роботу кінематографістів порівняли з діяльністю редактора — номінація «За найкращі титри» більше жодного разу не звучала на оскарівських церемоніях.